# 罗增斌
罗增斌（1967年10月—），中华人民共和国政治人物，生于四川省苍溪县，1990年7月参加工作，1993年6月加入中国共产党，曾任中共四川省委常委、绵阳市委书记，中共海南省委常委、海口市委书记等职。2024年12月6日因涉嫌严重违纪违法而接受中央纪委国家监委的纪律审查和监察调查。

## 生平

### 学业和四川省
罗增斌1990年毕业于四川农业大学植物学专业。2003年4月任四川省林业厅副厅长。2011年11月，任中共广安市委常委、市人民政府常务副市长。
2013年2月，罗增斌任中共广安市委副书记、广安市人民政府市长。2017年6月任中共巴中市委书记。2021年2月任中共绵阳市委书记。2021年9月升任中共四川省委常委。

### 海南省
2022年1月，罗增斌调任至海南省，任中共海南省委常委、中共海口市委书记。

### 落马
2024年12月6日，罗增斌因涉嫌严重违纪违法，接受中央纪委国家监委的纪律审查和监察调查。2025年5月27日，中央纪委国家监委决定给予其开除党籍开除公职处分；终止其中共二十大代表、海南省第八次党代会代表、海口市第十四次党代会代表资格；收缴其违纪违法所得；将其涉嫌犯罪问题移送检察机关依法审查起诉，所涉财物一并移送。